# 제이슨 마즈든
제이슨 마즈든(Jason Marsdan, 1975년 1월 3일 ~ )은 미국의 남성 성우이다.

## 출연작

### TV 애니메이션
- 가필드-마법의 샘물-노멀
- 구피 무비-맥스
- 구피무비 X게임 대소동-맥스
- 릴로 & 스티치 TV-줌비 (실험체 622호)
- 미키의 크리스마스 선물-맥스
- 배트맨-파이어플라이
- 킴 파서블-필릭스 랜턴
- 틴 타이탄-레드 스타
- 하우스 오브 마우스-맥스

### 극장용 애니메이션
- 센과 치히로의 행방불명-하쿠
- 라이온 킹 2-코부